# Mellerud (plaats)
Mellerud is de hoofdplaats van de gemeente Mellerud in het landschap Dalsland en de provincie Västra Götalands län in Zweden. De plaats heeft 3796 inwoners (2005) en een oppervlakte van 310 hectare.
In tegenstelling tot andere dorpen en steden rondom het Vänermeer ligt Mellerud niet aan de kust, maar 1 à 2 km landinwaarts.

## Verkeer en vervoer
Bij de plaats lopen de E45 en Länsväg 166.